# Khedivatet Egypten
Khedivatet Egypten (arabiska: خديوية مصر; engelska: Khedivate of Egypt) var en osmansk vasallstat. Staten bildades år 1867 då titeln khediv instiftades av sultan Abd ül-Aziz åt Ismail Pascha, den dåvarande guvernören av den osmanska provinsen Egypten. Detta var ett formellt erkännande av den autonoma ställning som Egypten redan sedan årtionden tillbaka åtnjöt alltsedan Ismails farfar Muhammed Ali Pascha tagit makten i början av 1800-talet.
Muhammed Alis ätt blev därmed ärftliga härskare, nominellt underkastade den turkiske sultanens överhöghet men i praktiken helt oberoende. 1882 ockuperades Egypten av Storbritannien som år 1914 avskaffade khedivatet helt och hållet.

## Historia

### Bakgrund
Vid sekelskiftet 1800 styrdes Egypten av mamlukerna, en militär samhällsklass som härstammade från medeltida slavsoldater som tog makten i Egypten på 1200-talet. När Mamluksultanatet i Kairo inlemmades i Osmanska riket år 1517 lät turkarna i praktiken mamlukerna behålla sin dominerande ställning. Detta förhållande bröts efter Napoleon Bonapartes invasion av Egypten år 1799 då mamlukernas styre försvagades. Konflikt bröt ut när mamlukerna, med brittiskt stöd, försökte återvinna kontrollen efter att fransmännen lämnat landet. Detta då den albanske befälhavaren Muhammed Ali, utsänd av turkarna för att återställa ordningen, förvisso besegrade mamlukerna men därefter vände sig mot sina turkiska uppdragsgivare och själv tog makten. År 1805 tvingades regeringen i Konstantinopel erkänna Muhammed Ali som laglig guvernör av Egypten och åren därpå konsoliderade han sitt styre över provinsen.
För sitt deltagande på sultanens sida i grekiska frihetskriget krävde Muhammed Ali ökad makt och utnämndes bland annat till guvernör av Kreta. 1831 bröt slutligen öppet krig ut mellan Muhammed Ali och turkarna, där de sistnämnda förlorade kontroll över hela Syrien. Först efter andra egyptisk-turkiska kriget kunde sultanen med brittisk uppbackning förhindra att Muhammed Alis trupper marscherade mot Konstantinopel. Enligt Londonfördraget 1840 övergav han de erövrade provinserna i utbyte mot bland annat kontroll över Sudan.

### Erkänt khedivat
Trots att Muhammed Ali lät upphöja sig själv från vanlig guvernör (Wali) till khediv redan år 1805 var det ingen som officiellt erkändes av regeringen i Konstantinopel. Först år 1867 lät man ge denna högre titel till Muhammed Alis sonson Ismail Pascha. Denne försökte å ena sidan bryta Egyptens ekonomiska beroende av de europeiska stormakterna, bland annat genom moderniserings- och infrastrukturprojekt, å andra sidan var flera av hans rådgivare européer vars intresse var att bibehålla och stärka beroendeförhållandet. Särskilt efter färdigbyggandet av Suezkanalen år 1869 blev relationen mellan de europeiska stormakterna och Ismail Pascha ansträngd; samtidigt var Egypten nu än mer beroende av brittiskt ekonomiskt och militärt stöd. Utforsknings- och krigsexpeditioner söderut längs Nilen förekom också under brittisk ledning, särskilt expeditionen till Abessinien blev en svår förlust. År 1879 avsattes dock Ismail Pascha av sultanen, som var under press från Storbritannien och Frankrike som bedömde att khediven var för svår att påverka. Hans efterträddes av sin son Tewfiq.

### Ockupation och uppror
Snart efter att Ismail Pascha avsattes bröt en väpnad revolt ut under ledning av Ahmed Urabi, krigsminister i den nye khediven Tawfiq Paschas regering. År 1882 avsattes även Tewfiq Pascha av militären som var mycket missnöjd med de nedskärningar som gjorts för att betala av landets utlandsskulder, en känsla som delades av många i lokalbefolkningen, särskilt nationalisterna, och fick khediven att framstå som en främmande härskare med föga intresse av det egyptiska folkets umbäranden. Upproret föranledde en brittisk expedition under fältmarskalk Wolseley att intervenera för att återinsätta khediven. De brittiska styrkorna återvände dock inte hem efter upproret utan inledde en långvarig ockupation av Egypten och tog kontroll över de viktigaste statsinstitutionerna. Den egyptiska armén omorganiserades efter europeiskt mönster och underställdes brittiska officerare.
Eskalationen av mahdistupproret i Sudan gav britterna anledning att skicka ännu mer trupper och den egyptiska armén blev djupt involverad i kampanjen. Till följd av belägringen av Khartoum år 1885 kollapsade den egyptiska administrationen av Sudan och en oberoende teokratisk stat proklamerades i dess ställe. År 1896 anordnade britterna en enorm invasion för att återta Sudan från mahdisterna involverande tusentals egyptiska soldater. Två år senare hade mahdisterna besegrats i slaget vid Omdurman av en modernt utrustad expeditionskår med över 17 000 egyptiska och sudanesiska soldater ledd av fältmarskalk Kitchener. År 1899 upprättades en ny administration i Khartoum, ett kondominium kallat Anglo-egyptiska Sudan som dock i praktiken fungerade som en brittisk koloni.

### Ökad brittisk kontroll och avskaffande
Tawfiqs son, khediv Abbas II, som styrt sedan 1892 blev gradvis mer fientlig mot den brittiska ockupationsmakten och stödde i hemlighet den växande nationalistiska rörelsen i Egypten. Men när nationalisterna under ledning av Mustafa Kamil höjde röster för begränsningar av khedivens makt tog Abbas avstånd från dem. Istället förbättrades hans relation med britterna och brittiska ämbetsmän fick ministerposter och ökad kontroll över statsapparaten. Han åtnjöt likväl bra relationer med Eldon Gorst, den brittiska generalkonsuln i Kairo som i realiteten var Egyptens mäktigaste man. När Gorst år 1911 efterträddes som generalkonsul av lord Kitchener förändrades inställningen dramatiskt. Kitchener ville bestämt avsätta Abbas och lät samtidigt förfölja de egyptiska nationalisterna som krävde att britterna skulle lämna landet.
Efter att trippelententen förklarat krig mot Osmanska riket hösten 1914 valde britterna den 19 december att helt och hållet avskaffa khedivatet och i dess ställe upprätta ett protektorat, Sultanatet Egypten. Detta formaliserade den de facto överhöghet Storbritannien haft över landet sedan 1882. Abbas II avsattes och arresterades och efterträddes av sin farbror Hussein Kamil som sultan av Egypten.

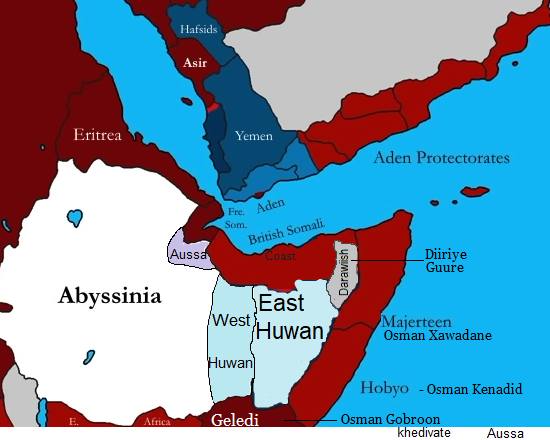

## Ekonomi
Under khedivatet var standardvalutan egyptiskt pund, guldstandarden antogs år 1885 på grund av europeisk dominans i området. Britterna fick stor kontroll över statsfinanserna efter att Ismail Pascha avsattes. Tewfiq Pascha gav utländska fordringsägare inflytande över statens utgifter och under hans tid som khediv effektiviserade britterna skatteindrivningen och möjliggjorde för Egypten att fortsätta ta stora lån på den internationella kapitalmarknaden.

### Industri
Modern industriteknik infördes under Muhammed Ali Pascha under tidigt 1800-tal men industrialiseringen avstannade på 1840-talet då den inhemska produktionen slogs ut av ökad import av europeiska manufakturvaror. Under den brittiska ockupationen främjades ingen inhemsk industrialisering och likt i kolonierna kretsade merparten av de offentliga satsningarna kring råvaruproduktion, särskilt sockerodling. Trots att textilindustrin också växte var en lika stor del av befolkningen sysselsatt inom industrin i allmänhet år 1916 som under 1890-talet.

### Fotnoter
1. ↑  Holes, Clive (2004). Modern Arabic: Structures, Functions, and Varieties. Georgetown Classics in Arabic Language and Linguistics (2nd). Washington, D.C.: Georgetown University Press. sid. 44. ISBN 978-1-58901-022-2. OCLC 54677538. http://books.google.com/books?id=8E0Rr1xY4TQC&pg=PA44. Läst 14 juli 2010
2. ↑  ”Från utlandet - Sinaikonflikten. Sultanen står på sig.” (på svenska). Östgöta-Posten:  s. 4. 4 maj 1906. Arkiverad från originalet den 26 november 2015. https://web.archive.org/web/20151126163546/http://magasin.kb.se:8080/fedora/get/kb:208698/WEBIMAGE. Läst 19 juni 2013.
3. ↑  ”World Statesmen”. http://www.worldstatesmen.org/Egypt.html. Läst 5 mars 2012.
4. ↑  Egypten i Nordisk familjebok (första upplagan, 1881) sid 217-218
5. ↑  Egypten i Nordisk familjebok (första upplagan, 1881) sid 233-234
6. ↑  ”Egypt - From Autonomy To Occupation: Ismail, Tawfiq, And The Urabi Revolt”. Country-data.com. http://www.country-data.com/cgi-bin/query/r-4044.html. Läst 31 oktober 2010.
7. ↑  Egypten i Nordisk familjebok (första upplagan, 1881) sid 235-236
8. 1 2  Perlmutter, Amos (1974). Egypt: The Praetorian State. Transaction Publishers. sid. 26
9. ↑  Churchill, Winston (1902). The River War. Kessinger. sid. 101
10. ↑  ”Abbas II (Egypt)”. Encyclopedia Britannica. "I: A-Ak - Bayes" (15th). Chicago, IL: Encyclopedia Britannica, Inc. 2010. ss. 8–9. ISBN 978-1-59339-837-8.
11. ↑  Article 17 of the Treaty of Lausanne (1923) regarding the new status of Egypt and Sudan, starting from 5 November 1914, when the Khedivate was abolished.
12. ↑  ”Khedive of Egypt Deposed” (på engelska). National Library of Australia. 20 december 1914. http://trove.nla.gov.au/ndp/del/article/57807461.
13. 1 2  ”Egypt / Economy”. LookLex Encyclopaedia. http://i-cias.com/e.o/egypt.economy.htm. Läst 2 november 2010.
14. ↑  ”Egyptian Pound”. Arkiverad från originalet den 4 mars 2016. https://web.archive.org/web/20160304054554/http://www.crnindia.com/currency/egypt_pound.html. Läst 2 november 2010.
15. ↑  Kolb, Robert W. (2011). Sovereign Debt: From Safety to Default. John Wiley & Sons. sid. 159-160
16. 1 2  Richmond, J. C. B. (1977). Egypt, 1798-1952: Her Advance Towards a Modern Identity. Routledge. sid. 199